# Salomonsstruikkoekoek
De salomonsstruikkoekoek (Cacomantis addendus) is een vogel uit de familie Cuculidae (koekoeken). Eerder was dit een ondersoort van de treurkoekoek (C. variolus addendus).

## Verspreiding en leefgebied
Deze soort komt voor op de Salomonseilanden, met uitzondering van het eiland Rennell.